# مونتیچلو بریانتزا
مونتیچلو بریانتزا (به ایتالیایی: Monticello Brianza) یک کومونه در ایتالیا است که در استان لکو واقع شده‌است. مونتیچلو بریانتزا ۴٫۶ کیلومتر مربع مساحت و ۴٬۱۷۹ نفر جمعیت دارد.